# Gärdessjön (Krogsereds socken, Halland, 633282-133013)
Gärdessjön är en sjö i Falkenbergs kommun i Halland och ingår i Ätrans huvudavrinningsområde.